# Per Emanuel Bergstrand
Per Emanuel Bergstrand, född 7 oktober 1834 i Västerås, död 2 april 1890 i Stockholm, var en svensk lantmätare, reseskildrare och vitterhetsidkare, även känd under signaturerna "Bias" och "Kapten Gulliver".
Bergstrand blev kartograf vid Rikets ekonomiska kartverk 1859, kommissionslantmätare 1865 och ingenjör i Generallantmäterikontoret 1870. Han skrev dels handböcker i sitt yrke, bland annat Anteckningar i fältmätningskonst (1863-64), Anteckningar i höjdmätningskonst (1864-65) och Om vattenmätningar för afdikningar och sjösänkningar (1884), dels skildringar av sina utlandsresor, som Reseanteckningar från Polen, Tyskland och Schweiz (1874), Petersburg-Astrakan (1882) och Stockholm-Konstantinopel (1883). Han visade sitt vittra intresse i bland annat ett par historiskromantiska skildringar samt sagan Skandinaver och araber (1869) och Grunderna för versskrifning (1879).